# Route 395 (Colombie-Britannique)
La Route 395 est une courte route provinciale du District régional de Kootenay Boundary en Colombie-Britannique. Il s'agit d'une route transfrontalière reliant la US 395 à la frontière canado-américaine et à la route 3 (Route Crowsnest) près de Christina Lake, à environ 20 km (12 mi) à l'est de Grand Forks.

## Intersections majeures
| District régional     | Ville   | km   | Destinations                                                                | Notes                              |
| --------------------- | ------- | ---- | --------------------------------------------------------------------------- | ---------------------------------- |
| Kootenay Boundary     | Cascade | 0,00 | US 395 sud – Orient, Spokane                                                | Continue dans l'État de Washington |
| Kootenay Boundary     | Cascade | 0,00 | Frontière canado-américaine                                                 |                                    |
| Kootenay Boundary     | Cascade | 4,03 | BC-3 (Route Crowsnest) – Grand Forks, Rock Creek, Christina Lake, Castlegar |                                    |
| - Transition de route |         |      |                                                                             |                                    |